# Öppen proxy
En öppen proxy (engelska: open proxy) är en proxyserver som ger en internetanvändare möjlighet att surfa anonymt. Den kan också ge en användare möjlighet att gå förbi ett internetfilter. Riskerna med en öppen proxy är en större utsatthet och sårbarhet för oönskad kommunikation, eftersom anonymiteten gör att vilken internetanvändare som helst kan använda den öppna proxyn.
För att surfa anonymt, alltså utan att avslöja sin IP-adress, kan användaren konfigurera sin webbläsare till att ansluta genom en proxy. En sådan server fungerar likadant som en företagsproxy men är ute på Internet istället för på det lokala nätverket. Det är då proxyns IP-adress som syns och registreras i loggfiler på den server man ansluter till. Helt anonym blir man kanske inte, för även om målservern inte kan se den verkliga IP-adressen kan den ändå finnas lagrad i loggfiler på proxyservern eller i routrar som trafiken passerar ute på internet. Vid misstanke om brott kan polismyndigheter komma att begära åtkomst till loggfilerna från dessa servrar. Anonymitetstjänster som är avsedda för anonym surfning lagrar normalt inga sådana uppgifter om användaren.
Ett annat användningsområde för en öppen proxy är att komma förbi ett webbfilter i en annan proxy. Även om administratören i ett företagsnätverk uppskattar möjligheten att filtrera sidor i en proxyserver, är det inte säkert att användarna finner sig i dessa begränsningar. Om de filter som finns i proxyn spärrar adresser till vissa webbsidor men inte spärrar adressen till en öppen proxy, kan användaren komma åt innehållet på sidorna ändå, genom att ställa in webbläsaren till att använda den öppna proxyservern. Det finns också webbaserade tjänster som gör samma sak, genom att man fyller i adressen till en webbsida på deras webbplats. Ett exempel på en webbtjänst som kunde användas på det sättet var den tidigare översättningstjänsten Babel Fish hos Altavista.